# USC Münster
Der USC Münster ist ein Volleyball-Verein aus Münster, dessen erste Frauen-Mannschaft in der Bundesliga spielt. Mit neun Meistertiteln, elf Siegen im DVV-Pokal sowie vier Titeln im Europapokal ist diese eine der erfolgreichsten deutschen Mannschaften.

## Geschichte
Gegründet wurde der USC unter dem Namen Universitäts-Sportclub Münster im Jahre 1961. Zunächst waren die Männer um Karl Herzog, Hans-Ulrich Graßhoff und Manfred Kindermann erfolgreich. Sie waren von 1965 bis 1972 ununterbrochen Deutscher Meister und gewannen 1976 den DVV-Pokal. Seit die Volleyballabteilung 1981/82 eigenständig wurde und Unabhängiger Sportclub Münster heißt, haben die Frauen die Führung übernommen. Mit derzeit neun Deutschen Meisterschaften und elf DVV-Pokalsiegen ist der USC nach dem Schweriner SC der zweiterfolgreichste deutsche Verein bei den Frauen. Ein weiterer Meistertitel wurde 1998 aberkannt, weil die Münsteranerin Wendy Stammer gedopt war. Auch international waren die Münsteranerinnen erfolgreich: Sie gewannen den CEV-Pokal 1982, 1994 und 1996 sowie den Europapokal der Pokalsieger 1992.
Die Mannschaft wurde vom Sportbund der Stadt Münster beim Ball des Sports 1995, 1996, 1997, 2000, 2001, 2004, 2005 sowie 2011 als Mannschaft des Jahres ausgezeichnet.

## Team
Der Kader für die Saison 2025/26 besteht aus folgenden Spielerinnen.
| Name                | Nr. | Nation             | Größe  | Geburtsdatum  | Position | im Verein seit | Vertrag bis |
| ------------------- | --- | ------------------ | ------ | ------------- | -------- | -------------- | ----------- |
| Brianna Ford        | 14  | Vereinigte Staaten | 1,83 m | 13. Juli 2002 | D        | 2025           | 2026        |
| Emilia Jordan       | 9   | Deutschland        | 1,75 m | 26. Juli 2005 | Z        | 2023           | 2026        |
| Elena Kömmling      | 7   | Deutschland        | 1,79 m | 1. Jan. 2000  | AA       | 2021           | 2026        |
| Yina Liu            | 8   | Deutschland        | 1,81 m | 31. Juli 1997 | Z        | 2025           | 2026        |
| Cecilia Malm        | 5   | Schweden           | 1,80 m | 30. Sep. 2002 | AA       | 2025           | 2026        |
| Pippa Molenaar      | 1   | Niederlande        | 1,75 m | 13. Mai 2005  | L        | 2024           | 2026        |
| Lara-Marie Schaefer | 2   | Deutschland        | 1,75 m | 6. Mai 2006   | L        | 2023           | 2026        |
| Esther Spöler       | 3   | Deutschland        | 1,86 m | 12. Juli 1998 | MB       | 2024           | 2026        |
| Diane Seybering     | 18  | Deutschland        | 1,95 m | 28. Jan. 2007 | MB       | 2025           | 2026        |
| Amelie Strothoff    | 10  | Deutschland        | 1,86 m | 21. Apr. 2005 | U        | 2024           | 2026        |
| Anke Waelkens       | 12  | Belgien            | 1,94 m | 29. März 2000 | MB       | 2025           | 2026        |

Positionen: AA = Annahme/Außen, D = Diagonal, L = Libera, MB = Mittelblock, U = Universal, Z = Zuspiel
| Neuzugänge 2025 | Neuzugänge 2025                  | Abgänge 2025      | Abgänge 2025          |
| Spielerin       | bisheriger Verein                | Spielerin         | neuer Verein          |
| --------------- | -------------------------------- | ----------------- | --------------------- |
| Brianna Ford    | University of Texas at Arlington | Rosa Entius       | Dresdner SC           |
| Yina Liu        | VfB Suhl Lotto Thüringen         | Pia Fernau        | Rote Raben Vilsbiburg |
| Cecilia Malm    | Charleroi Volley                 | Mia Kirchhoff     | SSC Palmberg Schwerin |
| Anke Waelkens   | Charleroi Volley                 | Mikala Mogensen   | Allianz MTV Stuttgart |
| Diane Seybering | VC Olympia Münster               | Marije ten Brinke | SSC Palmberg Schwerin |
|                 |                                  | Luisa van Clewe   | SSC Palmberg Schwerin |

Cheftrainer ist seit April 2024 Matthias Pack. Er wird unterstützt von Co-Trainer Jack Payne. Die sportliche Leitung hat Ralph Bergmann. Für die medizinische Betreuung sind die Mannschaftsärzte Christian Fechtrup, Frederick Galla und Rieke Herzog sowie die Physiotherapeuten Constantin Lingenfelser und Friedrich Tewinkel zuständig.

## Bundesliga
| Saison                                                          | Liga | Haupt runde | Punkte | Sätze | Playoffs etc.                    |
| --------------------------------------------------------------- | ---- | ----------- | ------ | ----- | -------------------------------- |
| 1976/77                                                         | BL   | 1.          | ?      | ?     | Deutscher Meister                |
| 1977/78                                                         | BL   | ?           | ?      | ?     | -                                |
| 1978/79                                                         | BL   | 2.          | 24:4   | 38:10 | Meisterrunde / Vizemeister       |
| 1979/80                                                         | BL   | 1.          | 26:0   | 39:2  | Meisterrunde / Deutscher Meister |
| 1980/81                                                         | BL   | 1.          | 36:0   | 54:5  | Deutscher Meister                |
| 1981/82                                                         | BL   | 2.          | 28:8   | 44:18 | Vizemeister                      |
| 1982/83                                                         | BL   | 3.          | 28:8   | 48:17 | -                                |
| 1983/84                                                         | BL   | 3.          | 24:12  | 45:23 | Endrunde / Vizemeister           |
| 1984/85                                                         | BL   | 3.          | 24:12  | 45:23 | Endrunde / 3.                    |
| 1985/86                                                         | BL   | 1.          | 36:0   | 54:5  | Endrunde / 3.                    |
| 1986/87                                                         | BL   | 3.          | 30:6   | 47:15 | Endrunde / 3.                    |
| 1987/88                                                         | BL   | 6.          | 16:20  | 33:34 | -                                |
| 1988/89                                                         | BL   | 6.          | 14:18  | 29:35 | -                                |
| 1989/90                                                         | BL   | 5.          | ?      | ?     | Spiel um Platz 3 / 3.            |
| 1990/91                                                         | BL   | 2.          | 30:6   | 47:15 | Finale / Vizemeister             |
| 1991/92                                                         | BL   | 2.          | 34:6   | 54:7  | Finale / Deutscher Meister       |
| 1992/93                                                         | BL   | 1.          | 42:2   | 65:12 | Finale / Vizemeister             |
| 1993/94                                                         | BL   | 1.          | 34:2   | 53:18 | Spiel um Platz 3 / 3.            |
| 1994/95                                                         | BL   | 2.          | 28:8   | 46:18 | Finale / Vizemeister             |
| 1995/96                                                         | BL   | 1.          | 34:2   | 53:7  | Finale / Deutscher Meister       |
| 1996/97                                                         | BL   | 2.          | 28:4   | 42:16 | Finale / Deutscher Meister       |
| 1997/98                                                         | BL   | 1.          | 28:8   | 48:25 | Finale / Vizemeister             |
| 1998/99                                                         | BL   | 3.          | 24:12  | 40:30 | Spiel um Platz 3 / 4.            |
| 1999/2000                                                       | BL   | 2.          | 24:12  | 44:26 | Finale / Vizemeister             |
| 2000/01                                                         | BL   | 4.          | 28:12  | 48:24 | Meisterrunde / Vizemeister       |
| 2001/02                                                         | BL   | 5.          | 26:14  | 43:26 | Meisterrunde / ?                 |
| 2002/03                                                         | BL   | 1.          | 32:4   | 49:21 | Meisterrunde / Vizemeister       |
| 2003/04                                                         | BL   | 2.          | 36:8   | 58:23 | Meisterrunde / Deutscher Meister |
| 2004/05                                                         | BL   | 1.          | 34:6   | 56:15 | Meisterrunde / Deutscher Meister |
| 2005/06                                                         | BL   | 4.          | 28:12  | 44:28 | Meisterrunde / 4.                |
| 2006/07                                                         | BL   | 7.          | 20:20  | 38:40 | Playdown / 7.                    |
| 2007/08                                                         | BL   | 9.          | 10:30  | 28:50 | Playdown / 9.                    |
| 2008/09                                                         | BL   | 9.          | 22:30  | 46:56 | -                                |
| 2009/10                                                         | BL   | 8.          | 30:22  | 54:48 | -                                |
| 2010/11                                                         | BL   | 8.          | 34:22  | 62:40 | -                                |
| 2011/12                                                         | BL   | 4.          | 36:16  | 60:38 | Halbfinale                       |
| 2012/13                                                         | BL   | 6.          | 20:24  | 41:43 | Viertelfinale                    |
| 2013/14                                                         | BL   | 7           | 28     | 42:44 | Viertelfinale                    |
| 2014/15                                                         | BL   | 7.          | 30     | 41:45 | Viertelfinale                    |
| 2015/16                                                         | BL   | 4.          | 43     | 50:20 | Halbfinale                       |
| 2016/17                                                         | BL   | 7.          | 35     | 43:43 | Viertelfinale                    |
| 2017/18                                                         | BL   | 6.          | 30     | 37:37 | Viertelfinale                    |
| 2018/19                                                         | BL   | 7.          | 34     | 40:39 | Viertelfinale                    |
| 2019/20                                                         | BL   | 9.*         | 19     | 3636  | -                                |
| 2020/21                                                         | BL   | 9.          | 19     | 26:48 | -                                |
| 2021/22                                                         | BL   | 9.          | 23     | 32:49 | -                                |
| 2022/23                                                         | BL   | 7.          | 26     | 35:46 | Viertelfinale                    |
| 2023/24                                                         | BL   | 7.          | 19     | 25:38 | Viertelfinale                    |
| 2024/25                                                         | BL   | 7.          | 21     | 32:59 | Viertelfinale                    |
| 2025/26                                                         | BL   |             |        |       |                                  |
| * Saisonabbruch kurz vor Saisonende wegen der COVID-19-Pandemie |      |             |        |       |                                  |

Der USC Münster wurde 2004 zum achten Mal deutscher Meister. In der folgenden Saison gelang den Westfalen die Titelverteidigung. In der Saison 2005/06 belegte die Mannschaft nach der Meisterrunde den vierten Platz.
Ein Jahr später konnte sich der USC nicht für die Endrunde um die deutsche Meisterschaft qualifizieren und belegte als bestes Team der Playdown-Runde den siebten Platz. Noch schlechter war das Ergebnis in der 2008 mit dem neunten Platz. Nachdem die Endrunde abgeschafft worden war, wurde Münster in der Saison 2008/09 erneut Neunter, wobei der USC die gleiche Punktzahl und das gleiche Satzverhältnis wie der achtplatzierte Köpenicker SC und außerdem punktgleich mit dem Zehnten und Elften war.
In der folgenden Saison verbesserte sich der Verein um einen Rang. 2011 wurde Münster ebenfalls Achter. In der Saison 2011/12 gelang dem USC das beste Ergebnis seit sechs Jahren, als er sich als Vierter der Hauptrunde für die Play-offs qualifizierte und erst im Halbfinale dem Dresdner SC unterlag.
Ein Jahr später musste sich die Mannschaft dem gleichen Gegner im Play-off-Viertelfinale geschlagen geben. 2014 gelangte der USC als Siebter der Hauptrunde über die Pre-Play-offs ins Viertelfinale und schied dort nach drei Spielen gegen den 1. VC Wiesbaden aus. Den gleichen Weg ging Münster in der Saison 2014/15, als es das Aus im Viertelfinale gegen Allianz MTV Stuttgart gab.
In der Saison 2015/16 qualifizierte sich der USC wie vier Jahre zuvor als Vierter der Hauptrunde für die Play-offs und unterlag erneut erst im Halbfinale dem Dresdner SC, der sich anschließend den Meistertitel holte.
In der Saison 2016/17 belegten die Münsteranerinnen nach der Hauptrunde Platz sieben, qualifizierten sich durch zwei Siege in den Pre-Play-offs über Suhl für das Viertelfinale und schieden dort nach zwei Niederlagen gegen Stuttgart aus. In der Saison 2017/18 erreichten sie als Hauptrunden-Sechster ebenfalls das Play-off-Viertelfinale, in dem sie nach zwei 0:3-Niederlagen gegen den späteren Meister SSC Palmberg Schwerin ausschieden. Wieder Hauptrunden-Siebter wurden sie in der Saison 2018/19, woraufhin sie im anschließenden Play-off-Viertelfinale erneut gegen Schwerin mit zwei Niederlagen (0:3 und 2:3) ausschieden.
Beim Saisonabbruch 2020 stand der USC auf Platz sechs. In den Folgesaisons 2020/21 und 2021/22 verpasste man jeweils mit Platz neun nach der Hauptrunde die Play-off-Spiele.
In den Saisons 2022/23, 2023/24 und 2024/25 erreichte der USC jeweils das Play-off-Viertelfinale.

## DVV-Pokal
Die Münsteranerinnen gewannen 2004 in Schwerin mit einem 3:2 im Finale gegen den TV Fischbek den DVV-Pokal. In der folgenden Saison erreichten sie als Titelverteidiger erneut das Endspiel und setzten sich in Bonn mit 3:0 gegen Bayer Leverkusen durch.
2006 schafften sie zum dritten Mal in Folge den Einzug ins Finale, das erstmals im Gerry-Weber-Stadion ausgetragen wurde; diesmal musste sich der USC jedoch dem Schweriner SC mit 0:3 geschlagen geben. In der Saison 2006/07 schied Münster bereits im Viertelfinale gegen Leverkusen aus.
2007/08 gegen den VfB 91 Suhl, 2008/09 gegen Schwerin und 2009/10 gegen den Dresdner SC endete der Pokalwettbewerb für die Westfalen ebenfalls im Viertelfinale. In der Saison 2010/11 verlor Münster das Achtelfinale daheim gegen das Allgäu Team Sonthofen mit 2:3.
Ein Jahr später konnte der USC den Titelverteidiger Smart Allianz Stuttgart im Viertelfinale nicht aufhalten. Im DVV-Pokal 2012/13 wiederholte sich dieses Ergebnis. In der folgenden Saison unterlag Münster im Viertelfinale den VolleyStars Thüringen.
2014/15 erreichte der USC das Halbfinale, das er gegen den späteren Pokalsieger Stuttgart verlor.
In der Saison 2015/16 schied der USC erneut im Halbfinale gegen Allianz MTV Stuttgart aus. 2016/17 gewann Münster im Achtelfinale mit 3:2 gegen Wiesbaden und schied im Viertelfinale mit 0:3 gegen Schwerin aus. 2017/18 sowie 2018/19 scheiterte man erneut jeweils im Viertelfinale gegen Stuttgart bzw. Schwerin.
2019/20 und 2020/21 schieden die Münsteranerinnen bereits jeweils im Achtelfinale gegen den SC Potsdam bzw. die Roten Raben Vilsbiburg aus.
2021/22 erreichte der USC nach Siegen beim Drittligisten TSV Unterhaching und beim 1. VC Wiesbaden das Halbfinale, des gegen den neuen Pokalsieger Allianz MTV Stuttgart verloren ging.
2022/23 und 2023/24 schied man bereits im Achtelfinale aus. In der Saison 2024/25 war der USC weitaus erfolgreicher, als man nach Siegen über den SCU Emlichheim, den VC Wiesbaden und die Ladies in Black Aachen das Pokal-Endspiel erreichte, das gegen den Dresdner SC verloren wurde.

## Weitere Mannschaften
Beim USC Münster gibt es neben der Bundesliga-Mannschaft sechs weitere Frauen-, eine Männer- und zahlreiche Jugendmannschaften. Die zweite Frauenmannschaft spielt seit den 1990er Jahren in der 2. Bundesliga Nord, lediglich in der Zeit von 2018 bis 2023 spielte sie in der 3. Liga West. Die Jugendmannschaften des Vereins gewannen zahlreiche Westdeutsche und Deutsche Meisterschaftstitel.

## Bekannte Spielerinnen
Zahlreiche Rekordnationalspielerinnen und Volleyballerinnen des Jahres spielten beim USC:
- Annedore Richter
- Margret Stender
- Uschi Westphal
- Heidi Kerstiens
- Marina Staden
- Sigrid Terstegge
- Gudula Staub
- Karen Baumeister
- Alexandra Ludwig
- Ariane Radfan
- Ines Pianka
- Beate Bühler
- Ulrike Schmidt
- Anne-Kathrin Schade
- Judith Flemig
- Angelina Grün
- Maren Brinker
- Louisa Lippmann